# Myiarchus sagrae
El copetón de De La Sagra (Myiarchus sagrae),  también conocido como atrapamoscas de La Sagra o bobito grande (en Cuba), es una especie de ave paseriforme de la familia Tyrannidae perteneciente al numeroso género Myiarchus. Es nativa del norte del Mar Caribe.

## Distribución y hábitat
Se reproduce en Cuba, Islas Caimán, Islas Turcas y Caicos y las Bahamas. Normalmente es residente durante todo el año, sin embargo ha sido avistado ocasionalmente en el sur de Florida, en Estados Unidos.
Esta especie es considerada común en la mayor parte de su rango, en sus hábitats naturales: los bosques de pinos (Pinus), matorrales, bosques húmedos, bosques mezclados, enmarañados densos y manglares; en todas las altitudes, el máximo registrado a los 1500 m.

## Sistemática

### Descripción original
La especie M. sagrae fue descrita por primera vez por el naturalista germano – cubano Juan Cristóbal Gundlach en 1852 bajo el nombre científico Muscicapa sagrae; su localidad tipo es: «Cuba».

### Etimología
El nombre genérico masculino «Myiarchus» se compone de las palabras del griego «μυια muia, μυιας muias» que significa ‘mosca’, y «αρχος arkhos» que significa ‘jefe’; y el nombre de la especie «sagrae», conmemora al botánico español Ramón de la Sagra (1801–1871).

### Taxonomía
Ya ha sido tratada como conespecífica con Myiarchus stolidus y realmente la distancia genética entre ambas es despreciable; sin embargo, las vocalizaciones son diferentes.

### Subespecies
Según las clasificaciones del Congreso Ornitológico Internacional (IOC) y Clements Checklist/eBird se reconocen dos subespecies, con su correspondiente distribución geográfica:
- Myiarchus sagrae lucaysiensis (Bryant), 1867 – Bahamas (principalmente en Ábaco, Andros, Gran Bahama, Cayo Green Turtle, Inagua y Nueva Providencia).
- Myiarchus sagrae sagrae (Gundlach), 1852 – Cuba, isla de Pinos y Gran Caimán.